# Plancoët
Plancoët (bret. Plangoed) – miejscowość i gmina we Francji, w regionie Bretania, w departamencie Côtes-d’Armor.
Według danych na rok 1990 gminę zamieszkiwało 2507 osób, a gęstość zaludnienia wynosiła 218 osób/km² (wśród 1269 gmin Bretanii Plancoët plasuje się na 233. miejscu pod względem liczby ludności, natomiast pod względem powierzchni na miejscu 786.).